# ヌーヴォー・ロマン
ヌーヴォー・ロマン（仏:Nouveau roman、「新しい小説」の意）は、第二次世界大戦後のフランスで発表された前衛的な小説作品群を形容した呼称で、アンチ・ロマン（Anti Roman、「反小説」の意）と呼ばれることもある。1957年5月22日、ル・モンド誌上の論評においてエミール・アンリオが用いた造語。

## 概略
実際には、明確な組織・マニフェスト・運動があったわけではなく、従来の近代小説的な枠組に逆らって書いた同時代の作家達を総称するためのジャーナリスティックな呼称であるが、1963年には「新フランス評論」誌などでのアラン・ロブ＝グリエによる論争的評論が『新しい小説のために』（Pour un Nouveau roman）としてまとめられている。上記のロブ＝グリエをはじめ、クロード・シモンやナタリー・サロート、ミシェル・ビュトール等が代表的な作家とされ、広くはサミュエル・ベケット、マルグリット・デュラス等を含むこともある。上記作家の小説作品の多くが深夜叢書（ミニュイ社）から刊行されていることは単なる偶然ではない。
作者の世界観を読者に「押しつける」伝統的小説ではなく、プロットの一貫性や心理描写が抜け落ちた、ある種の実験的な小説で、言語の冒険とよんでいい。その技法は「意識の流れの叙述」（ナタリー・サロート）や「二人称小説」（ミシェル・ビュトール）、「客観的な事物描写の徹底」（ロブ＝グリエ）など様々だが、読者は、与えられた「テクスト」を自分で組み合わせて、推理しながら物語や主題を構築していかざるを得ない。サルトルやバルトらに擁護された面もある。
1960年代後期以降はヌーヴォー・ロマン（アンチ・ロマン）の動向をより批判的に発展させた、フィリップ・ソレルスを中心とするテル・ケル派（文学理論雑誌Tel Quelを基軸に活動したことからこう呼ばれた）に活動が継承された。しかし、1970年代入るとフィリップ・ソレルスがマオイズムに傾倒し、テル・ケル派も政治的な色合いが濃厚になり文芸活動としての側面は次第に薄れていった。
ただ、ヌーヴォー・ロマンはそもそも党派性が薄いものであり、個々の作家の作品自体も、モダニズムを積極的に引き受けることで小説というジャンル自体の進歩を目したものであった。それゆえ、テル・ケル派以降、個々の作家は各々の方法論のうちにさらに沈潜して行き、結果として商業主義とは完全に相反するものとなりながらも、このうえなく深い、小説的な言語によってしか到達し得ない思想的な領域を開拓していくこととなったのである。

## 関連文献
- Bernard Luscans, La représentation dans le nouveau nouveau roman, Chapel Hill, Université de Caroline du Nord, 2008.
- Joseph Pivato, 'Nouveau Roman Canadien', Canadian Literature 58 (Autumn 1973) 51-60.